# HMS Neptune (1756)
HMS Neptune (1756) — 90-пушечный британский линейный корабль 2 ранга. Второй корабль Королевского флота, названный Neptune.

## Постройка
Строился по уложению 1745 года с изменениями Джозефа Эллина согласно ревизии, одобренной указом Тайного совета 5 июля 1750 года. Все три корабля этого типа служили долго, до следующего века, хотя и на рейдовой службе.
Заказан 12 июля 1750 года. Заложен 20 июля 1750 года. Название присвоено 23 августа. Спущен на воду 8 декабря 1756 года на королевской верфи в Портсмуте. Достроен 2 апреля 1757 года Эдвардом Эллином. Повторно спущен на воду 17 июля.
К 1793 году 6-фунтовые пушки были заменены 12-фунтовыми, а новое уложение о карронадах от ноября 1794 добавило 2 × 32-фн карронады на баке и 6 × 18-фн на юте; на самом деле корабли к тому времени стояли на приколе разоружёнными.

## Служба

### Семилетняя война

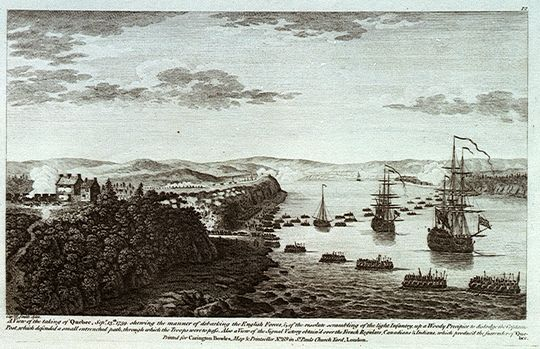
Взятие Квебека, 13 сентября 1759 года

Вступил в строй в ноябре 1756 года, капитан Майкл Эверитт (англ. Michael Everitt).
1757 — капитан Джеймс Голбрайт (англ. james Galbraith); флагман вице-адмирала Чарльза Ноулза; 23 сентября был при острове Экс; осенью с флотом Хока.
1758 — с флотом Ансона; октябрь, капитан Бродерик Хартвелл (англ. Broderick Hartwell); флагман контр-адмирала сэра Чарльза Сондерса.
1759 — 16 февраля ушёл в Северную Америку; был при взятии Квебека; вернулся в Англию.
1760 — 21 мая ушёл в Средиземное море.
1762 — выведен в резерв и рассчитан; больше в море не выходил.

### Рейдовая служба
1766 — май-декабрь, малый ремонт в Портсмуте.
1777 — январь, подготовлен в отстой.
1784 — июль, обшивка медью и переделка в мачтовый кран в Портсмуте.
1802 — переделан в плавучую казарму там же.
1816 — октябрь, разобран в Портсмуте.